# غابي مورينو
غابي مورينو (بالإسبانية: Gaby Moreno)‏ هي كاتبة غنائية ومغنية غواتيمالية، ولدت في 16 ديسمبر 1981 في غواتيمالا في غواتيمالا.

## وصلات خارجية
- الموقع الرسمي
- غابي مورينو على موقع IMDb (الإنجليزية)
- غابي مورينو على موقع ميوزك برينز (الإنجليزية)
- غابي مورينو على موقع أول ميوزيك (الإنجليزية)
- غابي مورينو على موقع ديسكوغز (الإنجليزية)
- غابي مورينو على موقع قاعدة بيانات الفيلم (الإنجليزية)